# Angelo Sotira
Angelo Sotira (14 de febrero de 1981) es un empresario greco-estadounidense. Es cofundador y ex CEO de la compañía DeviantArt, Inc., fundada en 2000.

## Biografía
Angelo Sotira nació el 14 de febrero de 1981 en Grecia. Cuando era aun pequeño, sus padres decidieron mudarse hacia el Condado de Fairfax, en Virginia, Estados Unidos.
Desde los 12 años le ha gustado aprovechar el poder que tienen las comunidades virtuales, tanto así que, al ser fan del videojuego Doom, ayudó a que The Netherworld, un sistema de tablón de anuncios local (precursor de lo que actualmente se conoce como foros) se convirtiera en el BBS más popular en el norte de Virginia.

## Carrera

### DeviantArt
El 7 de agosto de 2000 y con 19 años cumplidos, Sotira fundó el sitio web DeviantArt, junto a Scott Jarkoff y Matthew Stephensla, como parte del proyecto Dimension Music (posteriormente adquirida por Michael Ovitz). El propósito inicial era el de crear y compartir skins (apariencia gráfica) para Winamp, pero rápidamente se extendió a otros tipos de creaciones, tales como ilustraciones y dibujos, convirtiéndose rápidamente en una comunidad de artistas gráficos.
El 8 de junio de 2022 dejó la posición de CEO en manos de Moti Levy.

## Vida privada
Actualmente reside en Hollywood, Los Ángeles.